# Nanteuil-sur-Aisne
Nanteuil-sur-Aisne ist eine französische Gemeinde mit 149 Einwohnern (Stand 1. Januar 2022) im Département Ardennes in der Region Grand Est. Sie gehört zum Arrondissement Rethel, zum Kanton Rethel und zum Gemeindeverband Pays Rethélois.

## Geografie
Der Canal des Ardennes (Ardennenkanal) verläuft im Norden durch die Gemeinde. Der Fluss Aisne bildet die nördliche Gemeindegrenze. Umgeben wird Nanteuil-sur-Aisne von den Nachbargemeinden Barby im Norden, Acy-Romance im Osten sowie von den im Kanton Château-Porcien gelegenen Gemeinden Avançon im Süden und Taizy im Westen.

## Bevölkerungsentwicklung
| Jahr                       | 1962 | 1968 | 1975 | 1982 | 1990 | 1999 | 2006 | 2011 | 2018 |
| Einwohner                  | 133  | 129  | 126  | 133  | 132  | 125  | 125  | 116  | 139  |
| Quellen: Cassini und INSEE |      |      |      |      |      |      |      |      |      |

## Sehenswürdigkeiten
- Kirche Saint-Martin
- Altes Waschhaus in der Nähe des Kanals

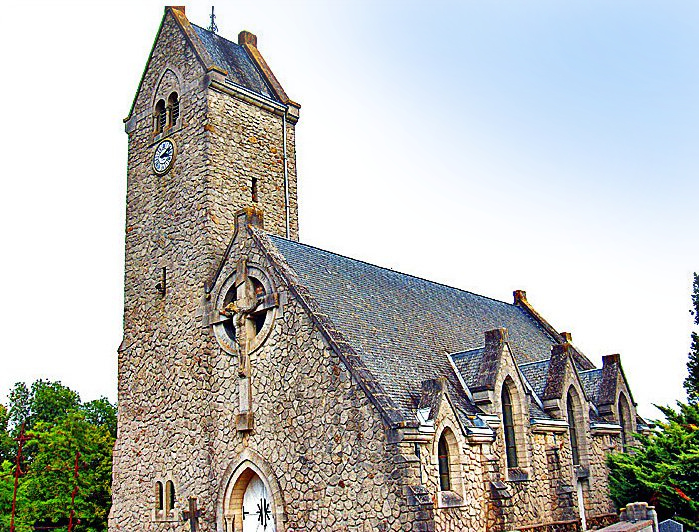
Kirche Saint-Martin

- Alte Burg

## Veranstaltungen
Seit dem Jahr 2000 findet in Nanteuil-sur-Aisne jeden zweiten Sonntag im September ein Kinderfestival mit rund 90 verschiedenen Aktivitäten statt.